# ローカルフレンズ滞在記
『ローカルフレンズ滞在記』（ローカルフレンズたいざいき）は、NHK総合テレビジョンの札幌放送局で放送されている『NHKニュース』のニュース番組。

## 概要
地域にディープな人脈を持つ「ローカルフレンズ」のもとにディレクターが1か月滞在し、地域の宝を見つけていく番組である。
毎週木曜日のほっとニュース北海道（18時10分 - ）内で放送されている。
2022年10月、本番組がグッドデザイン・ベスト100を受賞した。日本放送協会（NHK）によると、NHK地方局制作のテレビ番組がグッドデザイン賞に選出されるのは今回が初めてだとしている。